# SN 2011en
SN 2011en – supernowa typu II-P odkryta 25 marca 2011 roku w galaktyce A110750+1859. W momencie odkrycia miała maksymalną jasność 18,30m.